# Rudolf Herrmann (Physiker)

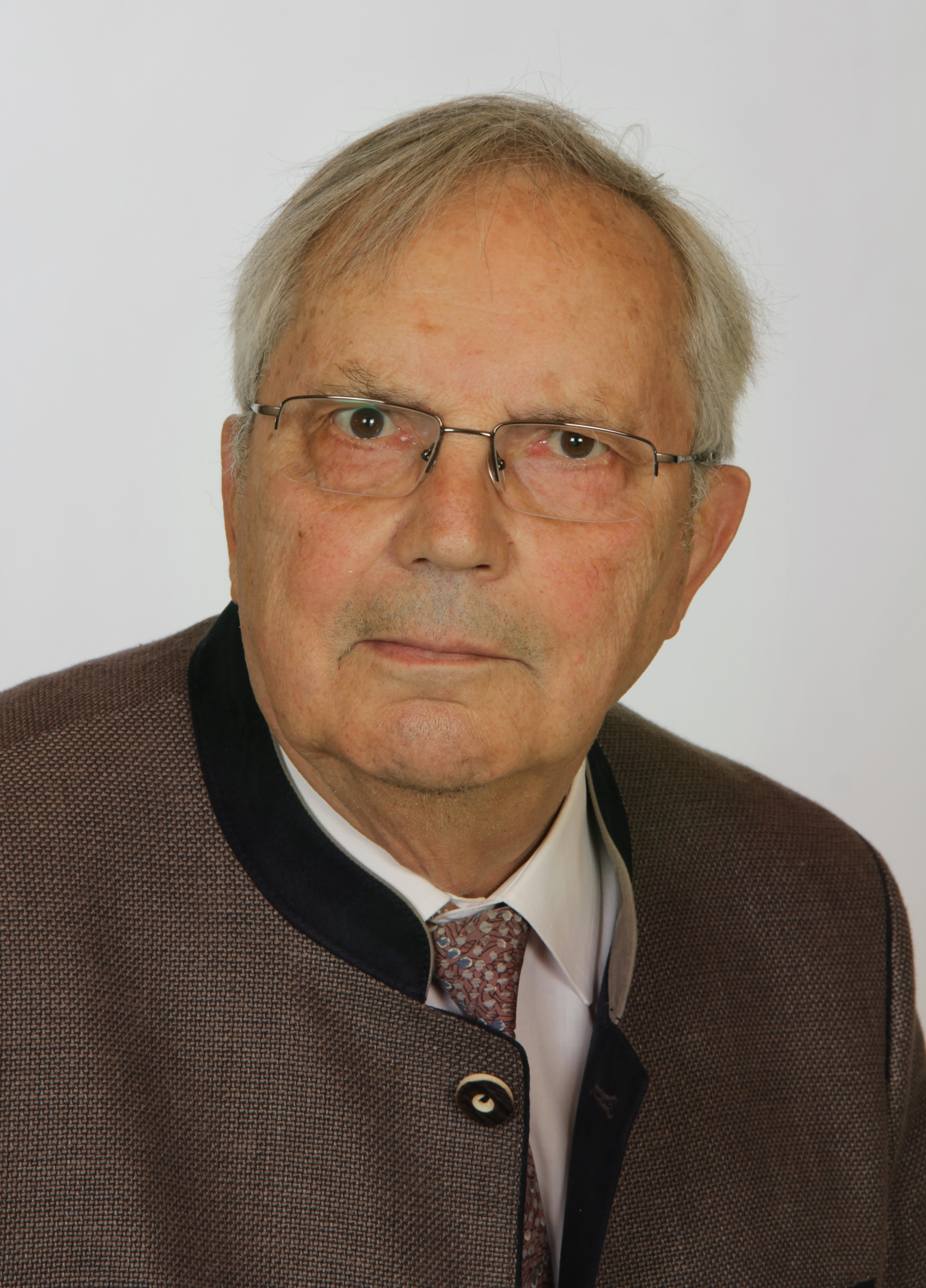
Rudolf Herrmann

Rudolf Herrmann (* 11. Mai 1936 in Berlin-Charlottenburg) ist ein deutscher Physiker.

## Leben
Der Sohn des Zimmerer-Meisters Richard Herrmann besuchte eine Schule in Jena, machte 1954 das Abitur an der Max-Planck-Schule in Berlin und studierte an der Humboldt-Universität zu Berlin Physik. Seine Promotion 1964 erfolgte an der Moskauer Lomonossow-Universität mit einer Dissertation über die Heisenbergsche Austauschwechselwirkung der Ferromagnetika. Von 1964 bis 1968 arbeitete er bei Pjotr Leonidowitsch Kapiza über die Elektronenstruktur von Festkörpern und habilitierte 1968 an der Humboldt-Universität über Fermi-Flächen hochschmelzender Metalle und magnetische Oberflächenzustände in Metallen und Halbleitern.
1968 wurde er zum Dozenten für Experimentelle Physik an die Humboldt-Universität und 1970 zum Professor für Experimentelle Physik auf den Lehrstuhl für Tieftemperaturphysik des Fachbereichs Physik der Mathematisch-Naturwissenschaftlichen Fakultät berufen. Schwerpunkte seiner Arbeiten waren die elektronischen Strukturen von Metallen und Halbleitern, Supraleitung und der Quanten-Hall-Effekt. Zugleich war er Mitarbeiter im II. Physikalischen Institut der Humboldt-Uni, die unter Leitung von Robert Rompe stand.
Von 1991 bis 1992 war Rudolf Herrmann Gastprofessor an der Pariser Universität Pierre und Marie Curie, wo er an der Entwicklung eines Tieftemperatur-Rastertunnelmikroskops zur Untersuchung der Abrikosovschen magnetischen Wirbelgitter mitarbeitete.
Von 1998 bis 2012 befasste sich Rudolf Herrmann im Institut für angewandte Photonik in Berlin-Adlershof mit der Entwicklung von Kühlsystemen für den Temperaturbereich um 0,3 K für die Kühlung von Detektoren und mit der Speicherung von Wasserstoff in Kapillarsystemen.
Neben der Diplomandenausbildung promovierten 33 Physiker an seinem Lehrstuhl für Tieftemperaturphysik, von denen sich auch zehn habilitierten. Rudolf Herrmann hielt die Experimentalvorlesung für die Mathematik-/ Physik-Lehrerstudenten. Die Inhalte seiner Vorlesungen über die Festkörperphysik veröffentlichte er zusammen mit Uwe Preppernau unter dem Titel Elektronen im Kristall im Akademie-Verlag Berlin und im Springer-Verlag (Wien und New York). Während seiner Tätigkeit als Gastprofessor an der Ritsumeikan-Universität in Kyoto hielt er Vorlesungen über Supraleitung, Supraflüssigkeiten und Festkörperphysik. Als Prodekan der Mathematisch-Naturwissenschaftlichen Fakultät der Humboldt-Universität war er seit den 1970er Jahren bis 1990 Vorsitzender der Promotionskommission für Nichtmediziner an der Charité in Berlin und im gleichen Zeitraum leitete er auch die Naturwissenschaftliche Schülergesellschaft Berlins.
Er ist Mitglied der Deutschen Physikalischen Gesellschaft seit 1959 und Mitglied der Leibniz-Sozietät der Wissenschaften zu Berlin.

## Privates
Rudolf Herrmann war mit der Physikerin Karin Herrmann verheiratet. Aus der Ehe gingen zwei Kinder hervor.

## Veröffentlichungen (Auswahl)

### Monografien
- mit Uwe Preppernau: Elektronen im Kristall, Akademie-Verlag Berlin (1979) und  Springer-Verlag, Wien und New York (1979).
- Die Tieftemperaturphysik an der Humboldt-Universität im 20. Jahrhundert. Vom Nernstschen Wärmesatz zum Quanten-Hall-Effekt[3][4]

Kapitel: Die Erforschung der Kälte
Kapitel: Tiefe Temperaturen ohne tiefsiedende Flüssigkeiten
Kapitel: Die Tieftemperaturphysik der Berliner Universität und der Physikalisch-Technischen Reichsanstalt bis zum Zweiten Weltkrieg
Kapitel: Oxford und Cambridge
Kapitel: Metalle und Halbleiter bei tiefen Temperaturen
Kapitel: Supraleitung
Kapitel: Der Quanten-Hall-Effekt
Kapitel: Der Neuanfang der Physik in Berlin nach dem Zweiten Weltkrieg
Kapitel: Die Tieftemperaturphysik nach 1945
Kapitel: Röntgen- und Terahertz-Detektoren.
Kapitel: Kalte Augen, kalte Bosonen
2. Auflage (2025): Die Tieftemperaturphysik an der Humboldt-Universität zu Berlin. Vom Nernst-Effekt zum Quanten-Hall-Effekt hin zu den Topologischen Isolatoren

### Aufsätze
- Oscillations of the surface impedance of tungsten in weak magnetic fields, phys. stat. sol. 21 703 (1967).
- mit Karin Herrmann: Cyclotron Resonance and Impedance Oscillations in Tellurium, IX. Int. Conf. Phys. Semicond., Moscow July 23-29, 1968, Band 1 S. 322; phys. stat. sol. 25 655 (1968)
- Cyclotron resonance in molybdenum, Phys. Lett. 25A 607 (1967).
- mit V. E. Rode: The Investigation of the Temperature Dependence of the Saturation Magnetisation of Some Ferromagnetic Metals at Low Temperature, Proc. Int. Conf. on Magnetism, Nottingham 7th-11th September 1964, S. 146
- The 2-Dimensional Electron Gas in Bicrystals, Festkörperprobleme XXV 437 (1985).
- mit S. G. Ljapin, M. I. Eremets, A. M. Schirokov, H.-U. Müller, F. Ludwig: Shallow Acceptor States in Tellurium in High Magnetic Fields under High Hydrostatic Pressure, Semicond. Sci. Technol. 4 271 (1989).
- High temperature superconductivity – a new technology?, Urania 3 68 (1989).
- mit S. S. Akhmedov, K. N. Kaschirin, A. Krapf, W. Kraak, J. G. Ponomarev, M. V. Sudakova: Sadle points in the energetic spectrum of BiSb-alloys, Journ. Exp. Theor. Phys. 97 663 (1990).
- R. Kaigawa, T. Sakagutchi, C. Kaito, H. Miki, Y. Nakayama: Crystal Growth of Bi-Sr-Ca-Cu-O from Sr-Ca-Cu-O thin films, Journal of Material Science 30 S. 248–251 (1995).